# Volcanes de Pocho
Los volcanes de Pocho son conjunto de diez conos volcánicos en el extremo sur de Sierras de Guasapampa en Valle de Traslasierra, (Argentina) que se consideran extinguidos, siendo conocidos sus principales picos: 
- La Ciénaga o Boroa (1300 m s. n. m.)[2]
- Poca (1600 m s. n. m.),

- Yerba Buena (1760 m.s.n.m.)[3]

Se ubican a 140 kilómetros al oeste de la ciudad de Córdoba, y próximos a las localidades de Las Palmas, Taninga y Salsacate, en el departamento Pocho. Se accede a ellos mediante la ruta provincial 28, que une estas dos localidades con la provincia de La Rioja.

## Geología
Los volcanes de Córdoba se formaron en el período Terciario –entre siete y cuatro millones de años atrás–, cuando ocurrieron varios estallidos y explosiones volcánicas en las hoy llamadas Sierras de Pocho, incluyendo el valle de Punilla hasta las Sierras de los Cóndores, y sur del valle de Calamuchita, durante el Cretácico –de 145 a 66 millones de años atrás.
Los productos volcánicos emitidos por los volcanes de Córdoba, en la actualidad, se encuentran esparcidos en una gran área de la Pampa de Pocho y pueden ser observados a lo largo del tramo de la ruta provincial 28.
Los volcanes de Pocho, muestran relaciones complejas de composiciones a través de la corteza de las Sierras Pampeanas, producto de ascensos de magmas lentos y formación de grandes acumulaciones de magma detenidas en niveles profundos, denominados reservóreos.
Por estudios científicos, se calcula que en sus orígenes, los cráteres llegaron a tener una altura de hasta 3000 m, y que la cadena montañosa llegó a tener hasta una docena de volcanes. Aun así, y debido a la antigüedad geológica del territorio, a los expertos se les dificulta calcular con exactitud cuántos volcanes hubo.
Los Volcanes de Pocho se componen de rocas de composición intermedia (calcoalcalina), y la más común se denomina andesita. Estas rocas derivan de la fusión de dos tipos de materiales. Por un lado, los que se acumulan en la trinchera oceánica –que representa el límite entre placas, hoy ubicada cerca de la costa chilena– y son transportados en profundidad a través del hundimiento de una placa oceánica (más densa y pesada) por debajo de otra placa continental (más liviana). Y por el otro, la misma corteza oceánica, mientras se encuentre hidratada.
Es inusual que existan volcanes a más de 600 kilómetros de una zona de subducción, ya que por lo general los cinturones de volcanes relacionados con este proceso aparecen a no más de 200-300 km de la trinchera o límite de placas. En la actualidad estudios geofísicos muestran que la placa oceánica de Nazca (ubicada entre los 27° y 33° de latitud sur)), se hunde por debajo de Sudamérica casi horizontalmente, y alzando la región de Córdoba. En otras regiones de Argentina, este hundimiento de placa tiene un ángulo entre 30° y 45°. Esta diferencia de ángulos hace que la fusión de materiales ocurra más o menos lejos de la trinchera.
Si bien actualmente se encuentran inactivos, las erupciones se habrían caracterizado por no presentar demasiada violencia.